# Gentiana parryi
Gentiana parryi là một loài thực vật có hoa trong họ Long đởm. Loài này được Engelm. mô tả khoa học đầu tiên năm 1863.